# Loj
Goveji loj je vrsta živalske maščobe, ki se pridobiva s topljenjem bele goveje masti, ki jo ima žival okoli ledvic. Je topljena oblika maščobe, ki je sestavljena predvsem iz trigliceridov. 
Med glavnimi prednostmi uporabe govejega loja sta njegova visoka dimna točka, zaradi česar je idealen za kuhanje pri visoki temperaturi in njegov bogat, goveji okus, ki lahko doda globino različnim jedem.
Nekatere priljubljene uporabe govejega loja vključujejo: cvrtje in dušenje zelenjave, mesa in krompirja, izdelava domačih mila in sveč, dodajanje okusa juham, enolončnicam in prežgankam. Priprava domačega peciva, kot so skorje za pite in piškoti

## Sestava
Loj je 100 % maščoba, večinoma mononenasičene maščobe (52 %) in nasičene maščobe (42 %) in ne vsebuje vode, beljakovin ali ogljikovih hidratov (tabela).
Vsebnost maščobnih kislin v loju je: 
- Nasičene maščobne kisline:
  - Palmitinska kislina (C16:0): 26%
  - Stearinska kislina (C18:0): 14%
  - miristinska kislina (C14:0): 3%
- Mononenasičene maščobne kisline:
  - Oleinska kislina (C18-1, ω-9): 47 %
  - Palmitoleinska kislina (C16:1): 3%
- Polinenasičene maščobne kisline:
  - Linolna kislina : 3%
  - linolenska kislina : 1%

## Uporabe
Loj se uporablja tudi za proizvodnjo mila, sveč, mazil in kot krma za živali. 

### Hrana
Z dimno točko 205 - 250 ˚C, je loj posebej primeren za cvrtje in je bil tradicionalno uporabljen za ta namen, do porasta priljubljenosti rastlinskih olj. Preden je leta 1990 prešel na čisto rastlinsko olje,  je McDonald's svoj ocvrt krompirček kuhal v mešanici 93 % govejega loja in 7 % bombažnega olja .  Po članku iz leta 1985 v The New York Timesu sodeč, so loj za cvrtje uporabljali tudi v restavracijah Burger King, Wendy's, Hardee's, Arby's, Dairy Queen, Popeyes in Bob's Big Boy .  Vendar pa se uporaba loja vrača. 

#### Milna industrija
V industriji mila in med ljubitelji izdelave mila se Natrijev talovat pridobiva z reakcijo loja z natrijevim hidroksidom (lug, kavstična soda) ali natrijevim karbonatom (pralna soda). Sestoji predvsem iz spremenljive mešanice natrijevih soli maščobnih kislin, kot sta oleinska in palmitinska . 
1. ↑  National Research Council, 1976, Fat Content and Composition of Animal Products, Printing and Publishing Office, National Academy of Science, Washington, D.C., ISBN 0-309-02440-4; p. 203, online edition
2. ↑  Ullmann's Encyclopedia of Industrial Chemistry. Weinheim: Wiley-VCH. 2002. doi:10.1002/14356007.a10_173. ISBN 3527306730. {{navedi enciklopedijo}}: Manjkajoč ali prazen |title= (pomoč)
3. ↑  »Mcdonald's Turns To Vegetable Oil For French Fries«. chicagotribune.com. 24. julij 1990. Arhivirano iz prvotnega spletišča dne 14. avgusta 2018. Pridobljeno 27. aprila 2024.
4. ↑  Schlosser, Eric (2001). Fast Food Nation: The Dark Side of All-American Meal. Houghton Mifflin. ISBN 0-395-97789-4
5. ↑  Irvin Molotsky (15. november 1985). »Risk Seen in Saturated Fats Used in Fast Foods«. The New York Times.
6. ↑  Ramachandran, Divya; Kite, James; Vassallo, Amy Jo; Chau, Josephine Y; Partridge, Stephanie; Freeman, Becky; Gill, Timothy (21. september 2018). »Food Trends and Popular Nutrition Advice Online – Implications for Public Health«. Online Journal of Public Health Informatics. 10 (2): e213. doi:10.5210/ojphi.v10i2.9306. ISSN 1947-2579. PMC 6194095. PMID 30349631.
7. ↑  Ruth Winter (2007): A Consumerýs Dictionary of Household, Yard and Office Chemicals: Complete Information About Harmful and Desirable Chemicals Found in Everyday Home Products, Yard Poisons, and Office Polluters. 364 pages. ISBN 9781462065783